# Constante Ribalaigua
Constantí Ribalaigua Vert (Lloret de Mar, España, 2 de marzo de 1888 – La Habana, Cuba, 2 de diciembre de 1952), conocido como Constante Ribalaigua, fue un coctelero y empresario hotelero catalán emigrado a Cuba, donde regentó uno de los bares más famosos del mundo, El Floridita, en La Habana Vieja. En el bar era conocido como Big Constant o Constante, y creó uno de los cócteles emblemáticos de la nación: el daiquiri.

## Biografía
Ribalaigua nació en Lloret de Mar, siendo el pequeño de tres hermanos de Salvador Ribalaigua y Cristina Vert. Aún era joven cuando emigró a América con su padre, y se estableció en La Habana, poco después de que la isla se independizase de España. Allí comenzó a trabajar como mesero.  
En 1914, Ribalaigua llegó como cantinero de La Florida. Esta taberna se fundó en 1819 con el nombre de La Piña de Plata, y durante la intervención militar estadounidense atraería a los altos mandos del ejército yanqui. Junto con otros dos empleados, Constante compró La Florida en 1918. Más tarde, adquirió las partes de sus socios, convirtiéndose en propietario único hasta su muerte treinta y cuatro años después. Para diferenciarlo del cercano Hotel Florida, el bar pasó a llamarse Floridita.  Fue un lugar de encuentro muy conocido y acreditado, sobre todo entre los intelectuales bohemios. 
En el Floridita, Ribalaigua creó numerosos cócteles, entre ellos se le atribuye la autoría del famoso daiquiri, con jugo de limón, azúcar, ron y hielo frappé. Bajo su regencia, el Floridita se popularizó internacionalmente. El escritor Ernest Hemingway fue un cliente habitual del Floridita durante veintidós dos años, y dejó constancia en su novela póstuma, Islas en el golfo (1986).
En el año 2020 el periodista Ramon Vilaró Giralt hizo un documental titulado Constante y el Floridita de Hemingway, donde se explica su historia.

## Cócteles
Se estima que Ribalaigua creó, sirvió y popularizó unos 147 cócteles. Algunos de los más famosos son:
- Daiquirí
- Papa Doble
- Havana Especial